# José Javier Eguiguren Ríofrío

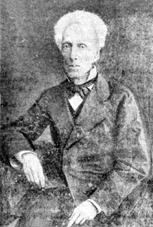
José Javier Eguiguren Ríofrío
(1875)

José Javier Eguiguren Ríofrío (Loja, 3 december 1815 - 1884) was een Ecuadoraans politicus. Op 6 oktober 1875 volgde hij Francisco Javier León y Chiriboga op als interim-president van Ecuador. Nog in hetzelfde jaar maakte José Javier Eguiguren Ríofrío plaats voor Rafael Pólit Cevallos.
José Javier Eguiguren Ríofrío was lid van de Partido Conservador Ecuatoriano.